# Fangfangia spinicleithralis
Fangfangia spinicleithralis es una especie de peces de la familia de los Cyprinidae en el orden de los Cypriniformes. Es la única de su género, nombrado en honor a la ictióloga Fang Fang Kullander. 

## Morfología
Los machos pueden llegar alcanzar los 2 cm de longitud total.

## Hábitat
Es un pez de agua dulce.

## Distribución geográfica
Se encuentran en el sur de Borneo (Indonesia).